# Guixi
Guixi léase Kúe-Si (en chino:贵溪市, pinyin:Guì xī shì, lit: corriente/arroyo noble) es un municipio bajo la administración directa de la ciudad-prefectura de Yingtan. Se ubica al sureste del Lago Poyang donde es bañada por uno de sus ríos, el Xin (信江) que discurre desde las Montaña Huaiyu (武夷山) de la provincia de Jiangxi, República Popular China. Su área total es de 2480 km² y su población para 2012 fue de 640 000 habitantes.

## Administración
La ciudad de Guixi se divide en 15 pueblos que se administran en 14 poblados y 1 villa étnica.
Poblados:
- Zhoufang (周坊)
- Taqiao (塔桥)
- Sili (泗沥)
- Hongtang (鸿塘)
- Zhiguang (志光)
- Hetan (河潭)
- Liukou (流口)
- Luohe (罗河)
- Longhushan (龙虎山)
- Shangqing (上清)
- Jintun (金屯)
- Tangwan (塘湾)
- Wenfang (文坊)
- Lengshui (冷水)

Villa:
- Zhaping (樟坪民族乡)

## Historia
En la dinastía Tang, (año 765) se creó el condado de Guixi, ubicado en una zona rodeada por ríos, de uno de ellos tomó su nombre . 
En 1957, el Poblado de Yingtan se estableció por separado para formar el Condado de Yingtan. En 1979, se cambió a Yingtan como ciudad. En 1983, se estableció la Prefectura de Yingtan y Guixi fue anexada a ella. En 1996, el condado de Guixi se elevó a municipio bajó la administración de Yingtan que tiene nivel de prefectura.

## Clima
Guixi es una zona de clima de invernadero subtropical con altas temperaturas, abundante sol, lluvias abundantes y un largo período sin heladas. El terreno en el territorio es complejo y el clima regional es bastante diferente. La división general es a mediados y finales de marzo, cuando la temperatura promedio diaria se mantiene estable de 10 °C a finales de mayo, que es de aproximadamente 70 días.
Desde finales de mayo, la temperatura promedio diaria se mantiene estable de 22 °C a finales de septiembre, que es de aproximadamente 120 días. Desde finales de septiembre, la temperatura diaria promedio es estable por debajo de 22 °C, hasta fines de noviembre es otoño,
aproximadamente 60 días, desde finales de noviembre, la temperatura promedio diaria es estable por debajo de 10 °C hasta mediados de marzo del segundo año. El invierno es de unos 110 días.
Las características climáticas estacionales de Guixi se pueden resumir en: primavera suave y lluviosa, el verano es cálido con sequía, el otoño es fresco, la lluvia es escasa, el invierno es largo con nieve. 
| Parámetros climáticos promedio de Guixi（1981－2010）  | Parámetros climáticos promedio de Guixi（1981－2010） | Parámetros climáticos promedio de Guixi（1981－2010） | Parámetros climáticos promedio de Guixi（1981－2010） | Parámetros climáticos promedio de Guixi（1981－2010） | Parámetros climáticos promedio de Guixi（1981－2010） | Parámetros climáticos promedio de Guixi（1981－2010） | Parámetros climáticos promedio de Guixi（1981－2010） | Parámetros climáticos promedio de Guixi（1981－2010） | Parámetros climáticos promedio de Guixi（1981－2010） | Parámetros climáticos promedio de Guixi（1981－2010） | Parámetros climáticos promedio de Guixi（1981－2010） | Parámetros climáticos promedio de Guixi（1981－2010） | Parámetros climáticos promedio de Guixi（1981－2010） |
| Mes                                                    | Ene.                                                  | Feb.                                                  | Mar.                                                  | Abr.                                                  | May.                                                  | Jun.                                                  | Jul.                                                  | Ago.                                                  | Sep.                                                  | Oct.                                                  | Nov.                                                  | Dic.                                                  | Anual                                                 |
| ------------------------------------------------------ | ----------------------------------------------------- | ----------------------------------------------------- | ----------------------------------------------------- | ----------------------------------------------------- | ----------------------------------------------------- | ----------------------------------------------------- | ----------------------------------------------------- | ----------------------------------------------------- | ----------------------------------------------------- | ----------------------------------------------------- | ----------------------------------------------------- | ----------------------------------------------------- | ----------------------------------------------------- |
| Temp. máx. media (°C)                                  | 10.3                                                  | 12.6                                                  | 16.5                                                  | 22.9                                                  | 27.9                                                  | 30.6                                                  | 34.8                                                  | 34.1                                                  | 30.2                                                  | 25.2                                                  | 19.1                                                  | 13.3                                                  | 23.1                                                  |
| Temp. mín. media (°C)                                  | 3.8                                                   | 5.9                                                   | 9.2                                                   | 14.9                                                  | 19.6                                                  | 23.1                                                  | 26.3                                                  | 25.7                                                  | 22.3                                                  | 17.0                                                  | 10.9                                                  | 5.2                                                   | 15.3                                                  |
| Precipitación total (mm)                               | 92.9                                                  | 121.1                                                 | 211.1                                                 | 250.3                                                 | 260.6                                                 | 371.8                                                 | 160.6                                                 | 147.4                                                 | 83.8                                                  | 52.2                                                  | 86.2                                                  | 60.2                                                  | 1898.2                                                |
| Fuente: 中国气象局 国家气象信息中心 1 de enero de 2014 |                                                       |                                                       |                                                       |                                                       |                                                       |                                                       |                                                       |                                                       |                                                       |                                                       |                                                       |                                                       |                                                       |

| Parámetros climáticos promedio de Guixi（1971－2000，extremos 1952－2000） | Parámetros climáticos promedio de Guixi（1971－2000，extremos 1952－2000） | Parámetros climáticos promedio de Guixi（1971－2000，extremos 1952－2000） | Parámetros climáticos promedio de Guixi（1971－2000，extremos 1952－2000） | Parámetros climáticos promedio de Guixi（1971－2000，extremos 1952－2000） | Parámetros climáticos promedio de Guixi（1971－2000，extremos 1952－2000） | Parámetros climáticos promedio de Guixi（1971－2000，extremos 1952－2000） | Parámetros climáticos promedio de Guixi（1971－2000，extremos 1952－2000） | Parámetros climáticos promedio de Guixi（1971－2000，extremos 1952－2000） | Parámetros climáticos promedio de Guixi（1971－2000，extremos 1952－2000） | Parámetros climáticos promedio de Guixi（1971－2000，extremos 1952－2000） | Parámetros climáticos promedio de Guixi（1971－2000，extremos 1952－2000） | Parámetros climáticos promedio de Guixi（1971－2000，extremos 1952－2000） | Parámetros climáticos promedio de Guixi（1971－2000，extremos 1952－2000） |
| Mes                                                                        | Ene.                                                                       | Feb.                                                                       | Mar.                                                                       | Abr.                                                                       | May.                                                                       | Jun.                                                                       | Jul.                                                                       | Ago.                                                                       | Sep.                                                                       | Oct.                                                                       | Nov.                                                                       | Dic.                                                                       | Anual                                                                      |
| -------------------------------------------------------------------------- | -------------------------------------------------------------------------- | -------------------------------------------------------------------------- | -------------------------------------------------------------------------- | -------------------------------------------------------------------------- | -------------------------------------------------------------------------- | -------------------------------------------------------------------------- | -------------------------------------------------------------------------- | -------------------------------------------------------------------------- | -------------------------------------------------------------------------- | -------------------------------------------------------------------------- | -------------------------------------------------------------------------- | -------------------------------------------------------------------------- | -------------------------------------------------------------------------- |
| Temp. máx. abs. (°C)                                                       | 26.6                                                                       | 30.0                                                                       | 35.0                                                                       | 34.8                                                                       | 37.2                                                                       | 38.6                                                                       | 40.4                                                                       | 41.0                                                                       | 38.7                                                                       | 35.7                                                                       | 32.6                                                                       | 27.0                                                                       | 41.0                                                                       |
| Temp. máx. media (°C)                                                      | 10.1                                                                       | 11.8                                                                       | 15.7                                                                       | 22.3                                                                       | 27.2                                                                       | 30.4                                                                       | 34.5                                                                       | 34.1                                                                       | 29.8                                                                       | 24.8                                                                       | 18.8                                                                       | 13.3                                                                       | 22.7                                                                       |
| Temp. media (°C)                                                           | 6.2                                                                        | 7.9                                                                        | 11.8                                                                       | 17.9                                                                       | 22.7                                                                       | 26.2                                                                       | 29.7                                                                       | 29.2                                                                       | 25.2                                                                       | 20.1                                                                       | 14.0                                                                       | 8.5                                                                        | 18.3                                                                       |
| Temp. mín. media (°C)                                                      | 3.3                                                                        | 5.0                                                                        | 8.7                                                                        | 14.5                                                                       | 19.1                                                                       | 22.8                                                                       | 25.8                                                                       | 25.4                                                                       | 21.8                                                                       | 16.5                                                                       | 10.4                                                                       | 5.0                                                                        | 14.9                                                                       |
| Temp. mín. abs. (°C)                                                       | -7.5                                                                       | -5.6                                                                       | -2.7                                                                       | 2.9                                                                        | 10.4                                                                       | 14.5                                                                       | 19.6                                                                       | 18.7                                                                       | 12.4                                                                       | 3.1                                                                        | -3.1                                                                       | -9.3                                                                       | -9.3                                                                       |
| Precipitación total (mm)                                                   | 88.5                                                                       | 118.4                                                                      | 207.3                                                                      | 261.1                                                                      | 271.4                                                                      | 381.5                                                                      | 170.8                                                                      | 134.8                                                                      | 90.0                                                                       | 60.6                                                                       | 65.3                                                                       | 55.4                                                                       | 1905.1                                                                     |
| Días de precipitaciones (≥ 1 mm)                                           | 14.4                                                                       | 15.4                                                                       | 19.7                                                                       | 18.8                                                                       | 17.5                                                                       | 16.9                                                                       | 11.7                                                                       | 12.7                                                                       | 9.9                                                                        | 9.3                                                                        | 8.6                                                                        | 8.9                                                                        | 163.8                                                                      |
| Fuente: 中国气象局 国家气象信息中心 2012年12月12日                         |                                                                            |                                                                            |                                                                            |                                                                            |                                                                            |                                                                            |                                                                            |                                                                            |                                                                            |                                                                            |                                                                            |                                                                            |                                                                            |
| Fuente n.º 2: 人地系统主题数据库                                           |                                                                            |                                                                            |                                                                            |                                                                            |                                                                            |                                                                            |                                                                            |                                                                            |                                                                            |                                                                            |                                                                            |                                                                            |                                                                            |

## Economía
Guixi es una base nacional de fundición de cobre, una base nacional de granos de productos básicos , una base de producción clave en la provincia de Jiangxi, una base de cinturón de protección del río Yangtze.
Guixi fue calificada como "Ciudad Nacional Avanzada Cultural", "Ciudad Nacional Avanzada de Ciencia y Tecnología", "Ciudad Nacional Avanzada de Fitness" y "Ciudad Jardín Nacional" . En 2009 por sexto año consecutivo, ganó como "Ciudad Modelo de Apoyo de la Provincia" y ganó la "Ciudad Modelo de Apoyo a nivel Nacional" por primera vez.
El 25 de septiembre de 2018, el Ministerio de Comercio le dio el título de "Comercio electrónico en el condado de demostración integral rural". En octubre de 2018, Guixi fue seleccionado como una de los 100 principales condados integrales a nivel nacional, una de las 100 mejores en desarrollo ecológico y una de las 100 mejores en innovación de ciencia y tecnología. 
En marzo de 2019, fue clasificado como el primer grupo de protección y uso revolucionario de reliquias culturales del condado.